# Orchestina jaiba
Espèce
Orchestina jaiba est une espèce d'araignées aranéomorphes de la famille des Oonopidae.

## Distribution
Cette espèce se rencontre au Chili dans les régions des Lacs, des Fleuves, d'Araucanie et du Maule et en Argentine dans l'Ouest des provinces du Rio Negro et de Neuquén,.

## Description
Le mâle holotype mesure 1,09 mm et la femelle paratype 1,5 mm.

## Publication originale
- Izquierdo & Ramírez, 2017 : Taxonomic revision of the jumping goblin spiders of the genus Orchestina Simon, 1882, in the Americas (Araneae: Oonopidae). Bulletin of the American Museum of Natural History, no 410, p. 1-362 (texte intégral).